# Kagerbauer Antal
Kagerbauer Antal, (Abrudbánya, 1814. június 5. – Torda, 1872. október 8.) a romantika korának legjelentősebb kolozsvári építésze.

## Életpályája
A 19. század elején Kolozsváron Georg Winkler építőmester tanítványa, később munkatársa volt. Winkler halála után ő fejezte be a Winkler által elkezdett a Szent György-laktanya (1834-1836), illetve a "kétágú református templom" építését. 1836-43 között a Teleki–Pataki-ház renoválását irányította. 1837-39 között a Híd utcai híd munkálatainál volt vicepallér, majd Winkler halála után önállóan fejezte be az építményt. 1839-ben Ausztria, Bajorország és Poroszország fővárosaiba kért útlevelet.
Az 1798-ban leégett régi városháza helyén az új városháza építéséhez pályázatot írtak ki; 1841-ben Kagerbauer Antal tervét és költségvetését fogadták el; a homlokzathoz a szintén pályázó Böhm János terveit hagyták jóvá. A bontást 1842-ben kezdték el, a neoreneszánsz épület építése 1843. novembertől 1845. szeptemberig tartott. A városháza elkészültekor Kagerbauert díjmentesen a város polgárává fogadták.
Ő tervezte a neogótikus szentpéteri templomot, amely 1844-1846 között épült fel. 1855 között a bonchidai Bánffy-kastély nyugati szárnyán dolgozott. 1859-1860-ban a marosújvári kastélyt tervezte és építette. 1860 körül ő tervezte a sétatéri tavat.
Több átépítési, korszerűsítési munkálatnak is ő volt az építésze: 1842-ben árnyékszékeket épített a fogházba, 1842-43-ban a Redut javításával, 1849-ben a Toldalagi–Korda-palota renoválásával bízták meg, 1865-ben pedig az ő irányítása alatt építették át a Farkas utcai színházat (Kolozsvár első kőszínháza).
A házsongárdi temetőben több neogótikus síremlék szintén az ő tervei alapján készült (Barra Gábor, Bölöni Farkas Sándor, Debreczeni Márton, Rhédey–Mikó kripta, Szentiványi Gábor).

## Műve
- Kolozsvár városa vízerejét, vízvezetését, kövezetét, kanalizatióját és a többit rendező terve. Kolozsvár, 1858.